# June Vincent
June Vincent est une actrice américaine, née le 17 juin 1920 à Harrod (Ohio) et morte le 20 novembre 2008 à Aurora (Colorado).

## Filmographie
- 1939 : The Selfish Giant (TV)
- 1943 : Honeymoon Lodge : Carol Sterling Crump
- 1944 : Sing a Jingle : Muriel Crane
- 1944 : Escadrille de femmes (Ladies Courageous) de John Rawlins : Mary Frances
- 1944 : La Passion du Docteur Holmes (The Climax) de George Waggner : Marcellina
- 1944 : Caravane d'amour (Can't Help Singing) de Frank Ryan : Jeannie McLean
- 1945 : Deux nigauds au collège (Here Come the Co-eds) : Diane Kirkland
- 1945 : L'esprit fait du swing (That's the Spirit) de Charles Lamont : Libby Cawthorne Gogarty
- 1946 : L'Ange noir (Black Angel) : Catherine Bennett
- 1948 : The Challenge : Vivian Bailey
- 1948 : Song of Idaho : Eve Allen
- 1948 : Trapped by Boston Blackie : Doris Bradley
- 1948 : Shed No Tears : Edna Grover
- 1948 : The Creeper : Nora Cavigny
- 1949 : The Lone Wolf and His Lady : Grace Duffy
- 1949 : Arkansas Swing : Pamela Trent
- 1949 : Zamba : Jenny
- 1949 : Mary Ryan, Detective : Estelle Byron
- 1950 : Le Violent (In a Lonely Place) : Actress in Convertible
- 1950 : Counterspy Meets Scotland Yard de Seymour Friedman : Barbara Taylor
- 1951 : Secrets of Monte Carlo (en) : Stella
- 1952 : Colorado Sundown : Carrie Hurley
- 1952 : Night Without Sleep : Emily Morton
- 1952 : The WAC from Walla, Walla : Doris Vail
- 1953 : Clipped Wings : Doreen Thompson
- 1953 : Marry Me Again : Miss Craig
- 1955 : City of Shadows : Linda Fairaday
- 1959 : The Miracle of the Hills : Mrs. Leonard

## Télévision
- 1968 : Le Virginien (TV) : saison 6 épisode 18 (Avec l'aide d'Ulysse(With the help of Ulysses)) : Mrs Martin
- 1969 : Bright Promise (série TV) : Dr. Amanda Winninger (1971-1972)
- 1972 : The Delphi Bureau (en) (TV) : Charlotte
- 1972 : Les Rues de San Francisco (TV) : Diana